# Ryan Tunnicliffe
Ryan Tunnicliffe, född 30 december 1992, är en engelsk fotbollsspelare som spelar för Portsmouth.

## Karriär
Den 29 juli 2017 värvades Tunnicliffe av Millwall, där han skrev på ett tvåårskontrakt. Den 1 juli 2019 värvades Tunnicliffe av Luton Town.
Den 26 juni 2021 värvades Tunnicliffe av Portsmouth, där han skrev på ett tvåårskontrakt med option på ytterligare ett år.